# Nick Santora

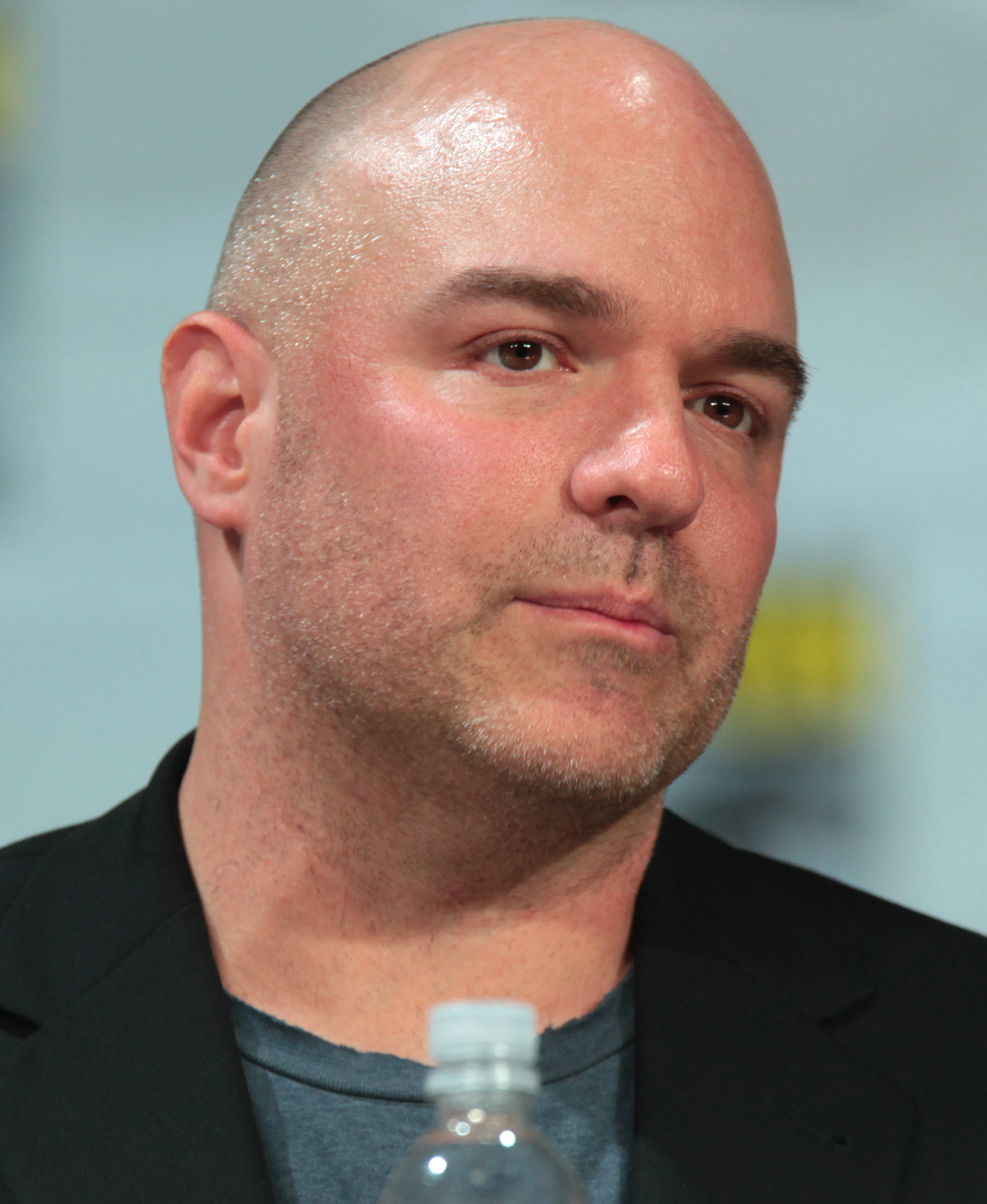
Nick Santora in 2014

Nick Santora is een scenarioschrijver en producer geboren in Queens, New York. Santora studeerde af aan de Columbia Law School en bleef jaren actief als advocaat voor hij zich volledig richtte op het produceren van televisieseries.
Hij won de 'Best Screenplay' prijs op het New York Independent International Film Festival. Ook heeft hij The Sopranos, The Guardian (televisieserie), Law & Order, Beauty and the Geek en Prison Break geschreven en geproduceerd. Hij was live-correspondent voor Court TV in New York.
Santora's eerste boek, Slip & Fall, was geselecteerd door Border Books Stores als debuutroman voor hun nieuwste publicatie divisie. De Roman zal op 1 juni 2007 verschijnen en omdat het is door Border wordt gepubliceerd, alleen op Borders.com beschikbaar zijn.

## Prison Break(20 afleveringen)
- 1.03 - Cell Test (5 september 2005) - productie
- 1.06 - Riots, Drills and the Devil Deel 1 (26 september 2005) - script
- 1.10 - Sleight of Hand (7 november 2005) - script
- 1.15 - By the Skin and the Teeth (7 november 2005) - script
- 1.18 - Bluff (17 april 2006) - script (met Karyn Usher)
- 2.04 - First Down (11 september 2006) - script
- 2.09 - Unearthed (30 oktober 2006) - script
- 2.12 - Disconnect (20 november 2006) - script (met Karyn Usher)
- 2.13 - The Killing Box (27 november 2006) - productie
- 2.14 - John Doe (22 januari 2007) - productie & script (met Matt Olmstead)
- 2.15 - The Message (29 januari 2007) - productie
- 2.16 - Chicago (5 februari 2007) - script (met Matt Olmstead)
- 2.17 - Bad Blood (19 februari 2007) - productie
- 2.18 - Wash (26 februari 2007) - script
- 2.19 - Sweet Caroline (5 maart 2007) - productie
- 2.20 - Panama (19 maart 2007) - productie
- 2.21 - Fin Del Camino (26 maart 2007) - productie
- 2.22 - Sona (2 april 2007) - productie
- 3.04 - Good Fences (8 oktober 2007) - script
- 3.08 - Bang & Burn (21 januari 2008) - script

## Law & Order(19 afleveringen)
- 326 - Paradigm (22 september 2004) - productie
- 327 - Dead Wives Club (22 september 2004) - productie, script
- 328 - The Brotherhood (29 september 2004) - productie
- 329 - Coming Down Hard (6 oktober 2004) - productie
- 330 - Gunplay (20 oktober 2004) - productie
- 331 - Cut (27 oktober 2004) - productie
- 332 - Gov Love (10 november 2004) - productie
- 333 - Cry Wolf (17 november 2004) - productie, script
- 334 - All in the Family (24 november 2004) - productie
- 337 - Mammon (5 januari 2005) - productie
- 338 - Ain't No Love (12 januari 2005) - productie
- 339 - Fluency (19 januari 2005) - productie, script
- 340 - Obsession (9 februari 2005) - productie
- 342 - License to Kill (23 februari 2005) - productie
- 345 - Tombstone (13 april 2005) - productie
- 346 - Publish and Perish (20 april 2005) - productie
- 347 - Sport of Kings (4 mei 2005) - productie, script
- 348 - In God We Trust (11 mei 2005) - productie
- 349 - Locomotion (18 mei 2005) - productie

## The Sopranos(1 aflevering)
- 46 - Watching Too Much Television (27 October 2002) - script

## The Guardian (televisieserie)(12 afleveringen)
- 2.05 - Assuming the Position (22 oktober 2002) - script
- 2.09 - The Dark (26 november 2002) - script
- 2.11 - No Good Deed (17 december 2002) - script
- 2.17 - The Intersection (25 februari 2003) - script
- 2.22 - Sensitive Jackals (6 mei 2003) - script
- 3.02 - Big Coal (30 september 2003) - script
- 3.09 - Let God Sort 'Em Out (25 november 2003) - script
- 3.14 - All Is Mended (10 februari 2004) - productie
- 3.16 - Sparkle (24 februari 2004) - productie
- 3.17 - The Watchers (2 maart 2004) - productie, script
- 3.20 - The Vote (20 april 2004) - productie
- 3.21 - Blood In, Blood Out (27 april 2004) - productie, script